# Will Lyman
William (Will) Lyman (Burlington (Vermont), 20 mei 1948) is een Amerikaans (voice-over)acteur.

## Biografie
Lyman heeft gestudeerd aan de Universiteit van Boston en haalde in 1971 zijn diploma. 
Lyman begon in 1976 met acteren in de televisieserie Another World. Hierna heeft hij nog meerdere rollen gespeeld in televisieseries en films zoals Crossbow (1987-1989), The Guiding Light (1994-1995), The Crucible (1996), The Siege (1998), Mystic River (2003), Threat Matrix (2003-2004), Little Children (2006), Iron Man (2008) en The Other Guys (2010). Naast zijn acteren is hij ook actief als voice-over voor tv-commercials, bijvoorbeeld voor BMW. 
Lyman is getrouwd met en heeft hieruit een dochter, en heeft woningen in New York, Boston en New Orleans.

## Filmografie

### Films
Uitgezonderd korte films.
- 2024: Aftermath - als Joe Kozak
- 2021: Mother/Android - als kapitein
- 2020: Christmas on Ice - als burgemeester Greenwood
- 2010: The Other Guys – als verteller
- 2008: What Doesn't Kill You – als Sully
- 2008: Iron Man – als prijsceremonie verteller (stem)
- 2007: Bud Greenspan Presents: Torino 2006 Olympics – als verteller
- 2007: I'm Paige Wilson – als Foxworthy
- 2007: Mattie Fresno and the Holoflux Universe – als Moe Fresno
- 2006: Little Children – als verteller
- 2006: Deep Space UFOs – als verteller
- 2005: Our Fathers – als Wilson Rogers Jr.
- 2005: Fierce People – als verteller
- 2005: Turntable – als rechercheur McCoy
- 2004: Beacon Hill – als Nolan Flannery
- 2004: Meltdown – als Utley
- 2003: Mystic River – als FBI agent Birden
- 2002: Alma Matter – als Arthur Knight
- 2001: The Day Reagan Was Shot – als verteller
- 2001: Dischord – als kapitein Jack
- 2001: Sydney 2000 Olympics: Bud Greenspan's Gold from Down Under – als verteller
- 1998: Nagano '98 Olympics: Bud Greenspan's Stories of Honor and Glory – als verteller
- 1998: The Siege – als FBI directeur
- 1998: A Perfect Murder – als Jason Gates
- 1998: Intermezzo – als Charlie
- 1997: Floating – als vader van Van
- 1996: The Crucible – als Isaiah Goodkind
- 1996: Celtic Pride – als rijke man
- 1995: Welcome to the Dollhouse – als Mr. Edwards
- 1994: The Mao Years: 1949-1976 – als verteller
- 1992: School Ties – als Swanson
- 1990: In the Director's Chair: The Man Who Invented Edward Scissorhands – als verteller
- 1988: Hostile Takeover - als Smolen

### Televisieseries
Uitgezonderd eenmalige gastrollen.
- 1984-2024: Frontline - als verteller (stem) - 212 afl.
- 1988-2009: Nova - als verteller (stem) - 22 afl.
- 2005-2006: UFO Files - als verteller - 2 afl.
- 2005: Commander in Chief – als Teddy Bridges - 3 afl.
- 1990-2005: The American Experience – als verteller – 10 afl.
- 2003-2004: Threat Matrix – als kolonel Roger Atkins – 16 afl.
- 2000-2001: The Prosecutors: In Pursuit of Justice - als verteller - 11 afl.
- 1992: The Machine That Changed the World – als verteller - ? afl.
- 1990: Hull High – als John Deeborn – 8 afl.
- 1987-1989: Crossbow – als William Tell – 72 afl.
- 1983: Vietnam: A Television History – als verteller - 11 afl.
- 1979: Ryan's Hope – als Ken Alexander – 2 afl.
- 1976-1977: Another World – als Ken Palmer - ? afl.

### Computerspellen
- 2003: Secret Weapons Over Normandy – als verteller

- International Standard Name Identifier: 0000 0003 8370 5366
- Library of Congress Control Number: n85226294
- Nationale Bibliotheek van Israël: 987007454411605171
- Nederlandse Thesaurus van Auteursnamen: 336592027
- Virtual International Authority File: 271633045
- WorldCat: E39PBJfCwm6qwr9hD7D8pCVBfq